# Bintet
Bintet is een bestuurslaag in het regentschap Bangka van de provincie Bangka-Belitung, Indonesië. Bintet telt 2307 inwoners (volkstelling 2010).